# Tavazzano con Villavesco
Tavazzano con Villavesco là một đô thị ở tỉnh Lodi trong vùng Lombardia của Italia, cách khoảng 35 km về phía đông nam của Milano và khoảng 9 km northwest of Lodi. Tại thời điểm 31 tháng 12 năm 2004, đô thị này có dân số 5.341 người và diện tích là 16,2 km².
Tavazzano con Villavesco giáp các đô thị: Mulazzano, Casalmaiocco, Lodi, Montanaso Lombardo, Sordio, San Zenone al Lambro, Lodi Vecchio.